# Josef Vítězslav Šimák

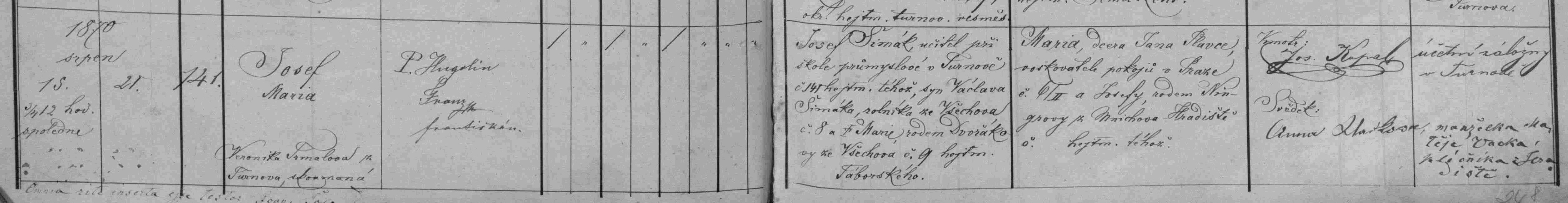
matriční zápis o narození a křtu Josefa Vítězslava Šimáka (matrika N index N 1861-1878 Turnov (SOA Hradec Králové))

Josef Vítězslav Šimák (15. srpna 1870, Turnov – 30. ledna 1941, Praha) byl český historik, profesor Karlovy univerzity v Praze od 1921, jeden z představitelů Gollovy školy.

## Mládí

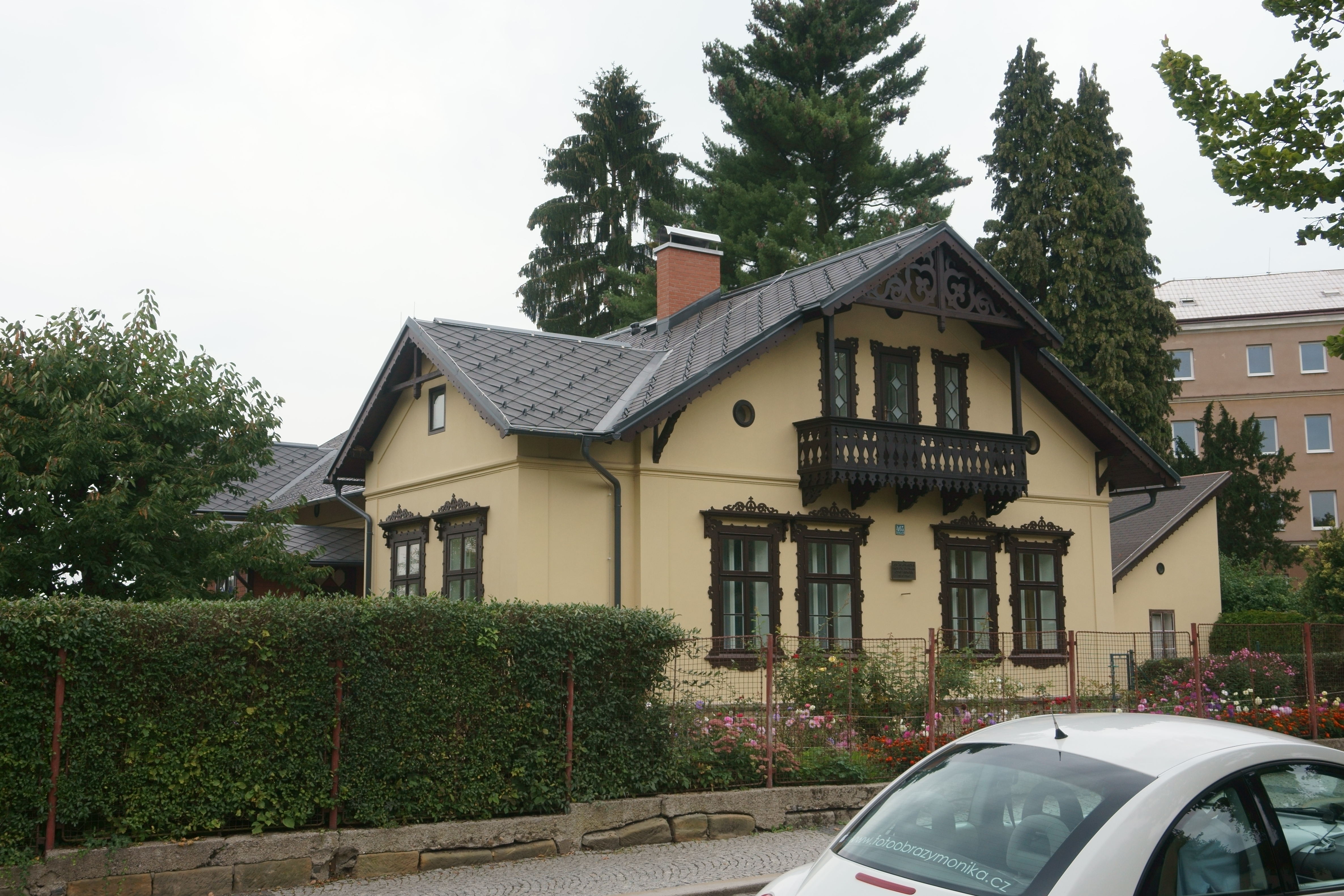
Dům, který prof. Josef Vítězslav Šimák používal jako letní byt. Adresa: Skálova 465, Turnov

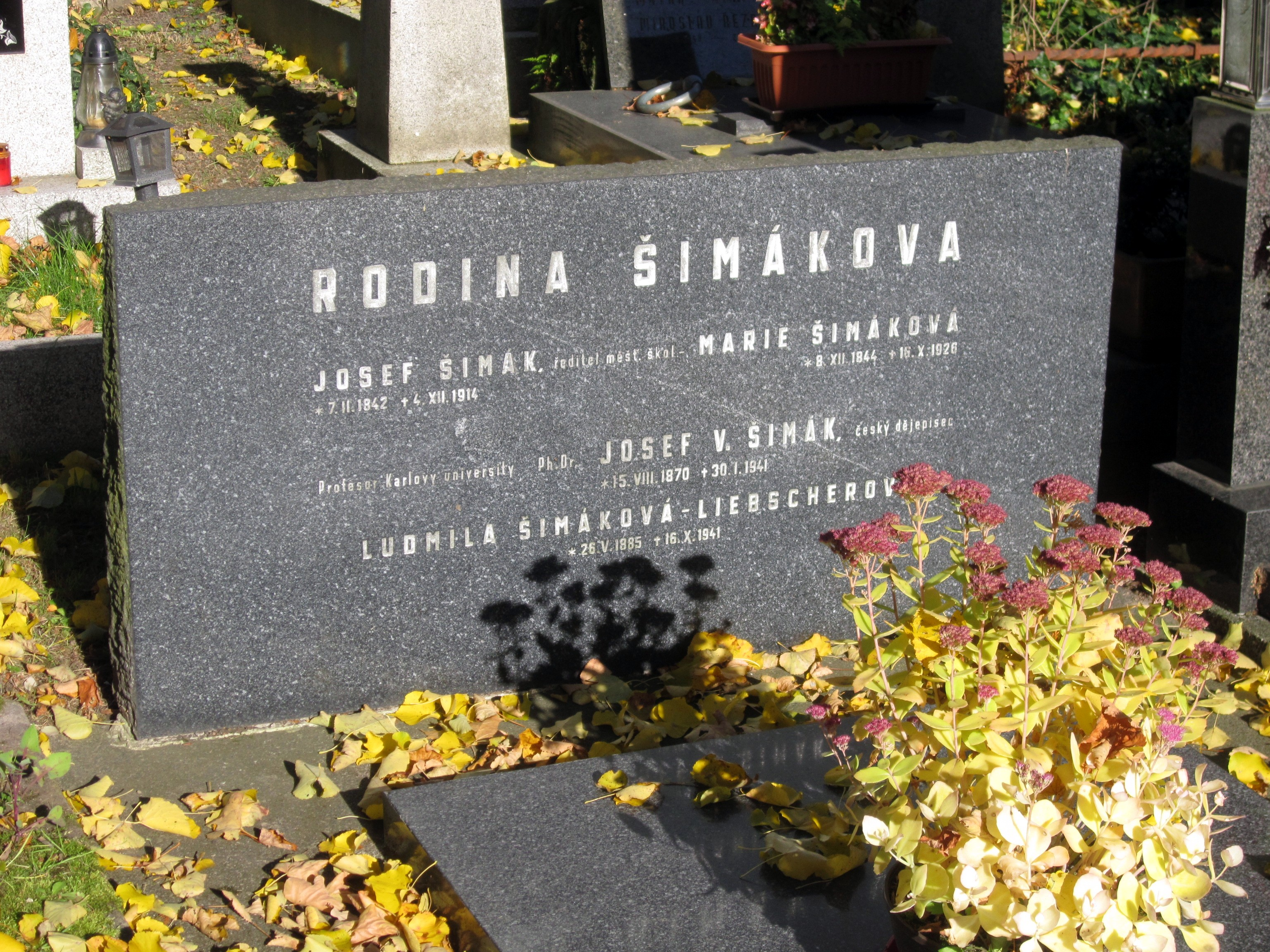
Hrob historika Josefa Vítězslava Šimáka na turnovské hřbitově. Jsou zde též pohřbeni jeho rodiče Josef Šimák (1842-1914) a Marie Šimáková (1844-1926), též jeho žena Ludmila, rozená Liebscherová (1885-1941)

Jeho otec Josef byl učitelem a ředitelem turnovské průmyslové a později i měšťanské školy. Také matka Marie, roz. Plavcová, byla vzdělaná žena a před provdáním byla učitelkou. Na syna měla velký vliv, učila ho básničkám a záhy ho naučila i číst. Malý Šimák si brzy oblíbil četbu ze starých českých kronik, rytířské povídky z doby obrozenecké, ale i kalendáře, které si půjčoval v sousedství u Vorlů, kteří vlastnili řeznictví. S matkou a paní Vorlovou chodil na výlety do okolní přírody Českého ráje.
Ve škole měly na něj velký vliv historické povídky Prokopa Chocholouška a Václava Beneše Třebízského, rád si prohlížel i stránky z otcova časopisu Památky archeologické. Na středoškolských studiích si však oblíbil dílo Aloise Jiráska, který se mu stal životním vzorem. V Turnově vyrůstal se svým daliměřickým kamarádem Josefem Pekařem. Chodili spolu do obecné školy a později se sešli i na gymnáziu v Mladé Boleslavi. Láska k rodnému kraji, jeho hradům, zámkům a zříceninám oba mladíky dovedla ke studiu historie.

## Kariéra
Pekař i Šimák vystudovali historii na pražské univerzitě a v roce 1895, dvě léta po Pekařovi, obhájil doktorát i Šimák. Na praxi nastoupil jako středoškolský profesor na gymnázium na Malé Straně v Praze, po roce přešel na reálné gymnázium v Pardubicích a další rok byl opět na reálce v Praze. Od roku 1900 po 21 let vyučoval dějepis na Vyšší dívčí škole v Praze.
Vedle výuky na středních školách budoval svoji kariéru na Univerzitě Karlově (Karlo-Ferdinandově) – z různých důvodů o poznání pomaleji než jeho vrstevníci. V roce 1904 se habilitoval pro obor české dějiny (svoji prací o Bartošovi Písařovi), roku 1907 se oženil s dcerou malíře K. Liebschera Ludmilou Liebscherovou a v roce 1911 byl jmenován mimořádným profesorem českých dějin. Mimořádným profesorem zůstával poměrně dlouho, řádným profesorem se stal až v roce 1921, kdy byla situace vyřešena zřízením nové stolice historické vlastivědy. Kromě toho byl v dalších letech např. ředitelem historického semináře a konzervátorem ministerstva školství a národní osvěty, řádným členem České akademie věd a umění, řádným členem Společnosti nauk, členem Československé akademie zemědělské a čestným členem Společnosti přátel starožitností.

## Vztah k rodnému kraji
Po celý život se vracel do rodného města a svému kraji věnoval velkou část své vědecké práce. Od založení turnovského muzea roku 1886 v něm externě pracoval, řídil a sám se účastnil řady archeologických vykopávek na Turnovsku, mj. v Babí a Kudrnáčově peci v Měsíčním údolí na Kozákově; vykonal přes 400 přednášek. Klub českých turistů na jeho počest pojmenoval turistickou cestu z Turnova přes Klokočské skály a Vesec na Kozákov Šimákovou stezkou.
Zemřel v Praze 30. ledna 1941 krátce po oslavě, kterou mu Turnované uspořádali k jeho sedmdesátinám. Pohřben byl do rodinné hrobky v Turnově 3. února 1941.

## Dílo
Jeho dílo je rozmanité, z velké části zůstalo v rukopisu. Sám Šimák svoje dílo dělil na tři okruhy. První mu byl svěřen jeho učitelem Antonínem Rezkem a v tomto okruhu se snažil popsat dobu v českých dějinách „nejtemnější“, tedy druhou poloviny 17. a počátek 18. století. Druhý okruh vyplýval z jeho působení v Historickém spolku, kde se věnoval ediční činnosti a historii českého dějepisectví. Poslední okruh vyplýval z jeho zájmu o rodný kraj.
Z ediční práce byly vydány například Zpovědní seznamy arcidiecéze pražské z let 1671–1752 (5 dílů, 1918–1935), dále připravil šestý díl Fontes rerum Bohemicarum (kroniku Bartoše Písaře). Nevydané zůstalo jeho zpracování korespondence historiků 17. století (především Bohuslava Balbína), připravoval k vydání také Staré letopisy české. Věnoval se také odkazu historiků své doby, z pozůstalosti Antonína Rezka vydal Listář k dějinám náboženských blouznivců (2 díly, 1927, 1934).
Rodnému kraji, tedy Hornímu Pojizeří, je zasvěcena velká část jeho díla, někdy je dokonce označována za nejdůležitější část a v mnohých ohledech patří dosud platnému odkazu. Nejvýznamnější prací jsou Příběhy města Turnova nad Jizerou (I. a III. díl, II. díl zůstal nedokončen). Šimák precizně zpracoval Soupisy památek historických a uměleckých pro politické okresy turnovský (1909) a mnichovohradišťský (1930), psal články pro časopis Od Ještěda k Troskám (např. Soupis poddaných panství hruboskalského z r. 1785), sepsal také populárně pojatou Kniha o Housce (1936).
Nemalá část jeho práce byla věnovaná novému oboru historická vlastivěda (srv. historická geografie), kterou musel v Československu především po teoretické a metodické stráce vybudovat od úplného počátku.
Z děl širší působnosti: Hus a doba před ním (1915), Kronika československá (3 díly, 1921–1925, do smrti Karla IV.). J. V. ŠIMÁK: Středověká kolonisace v zemích Českých, České dějiny, dílu I. část 5. Vyd. Jan Leichter, Praha 1938. PDF.

## Galerie

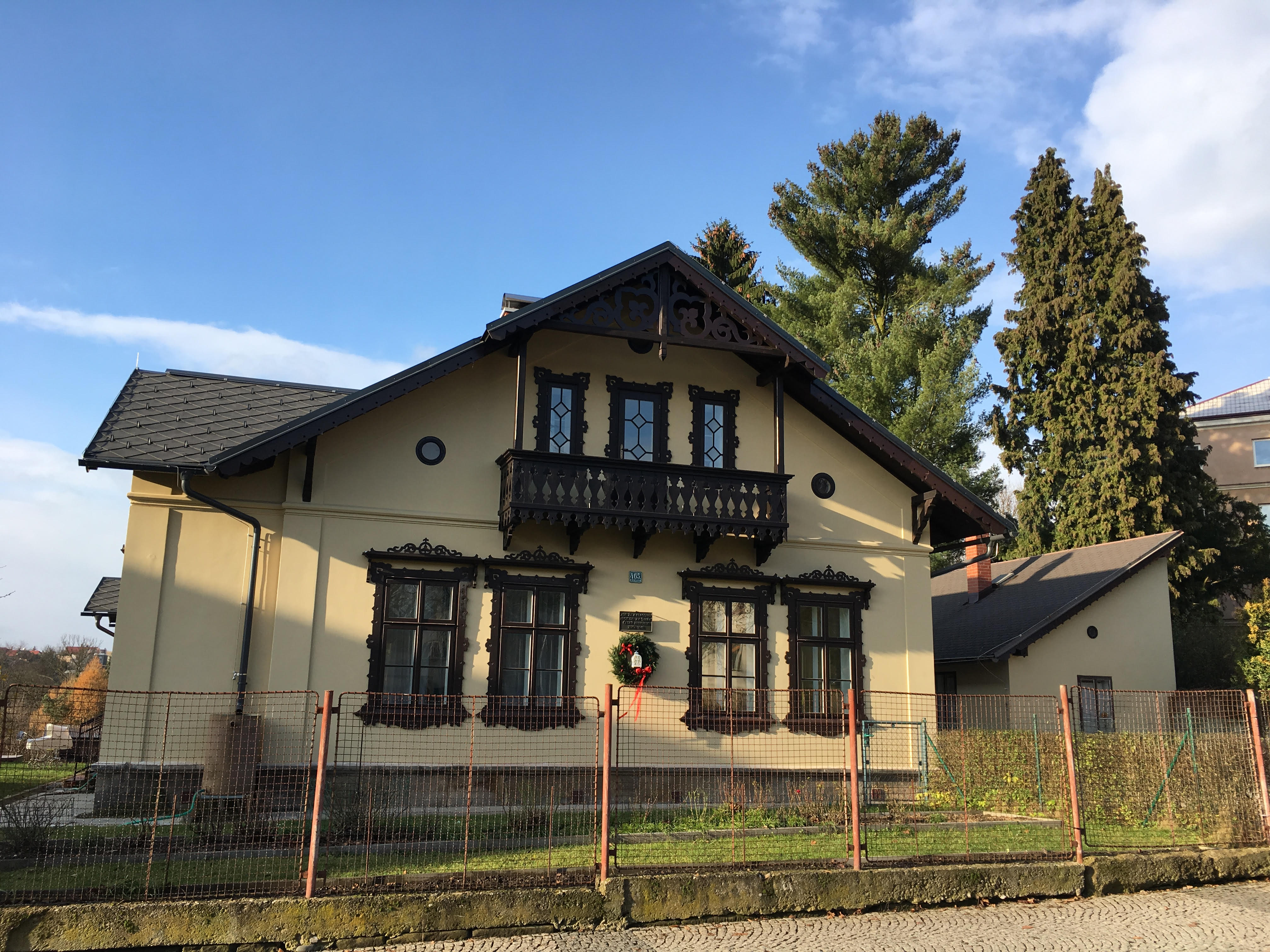
Pohled z východní strany. Stav po kompletní rekonstrukci z roku 2016
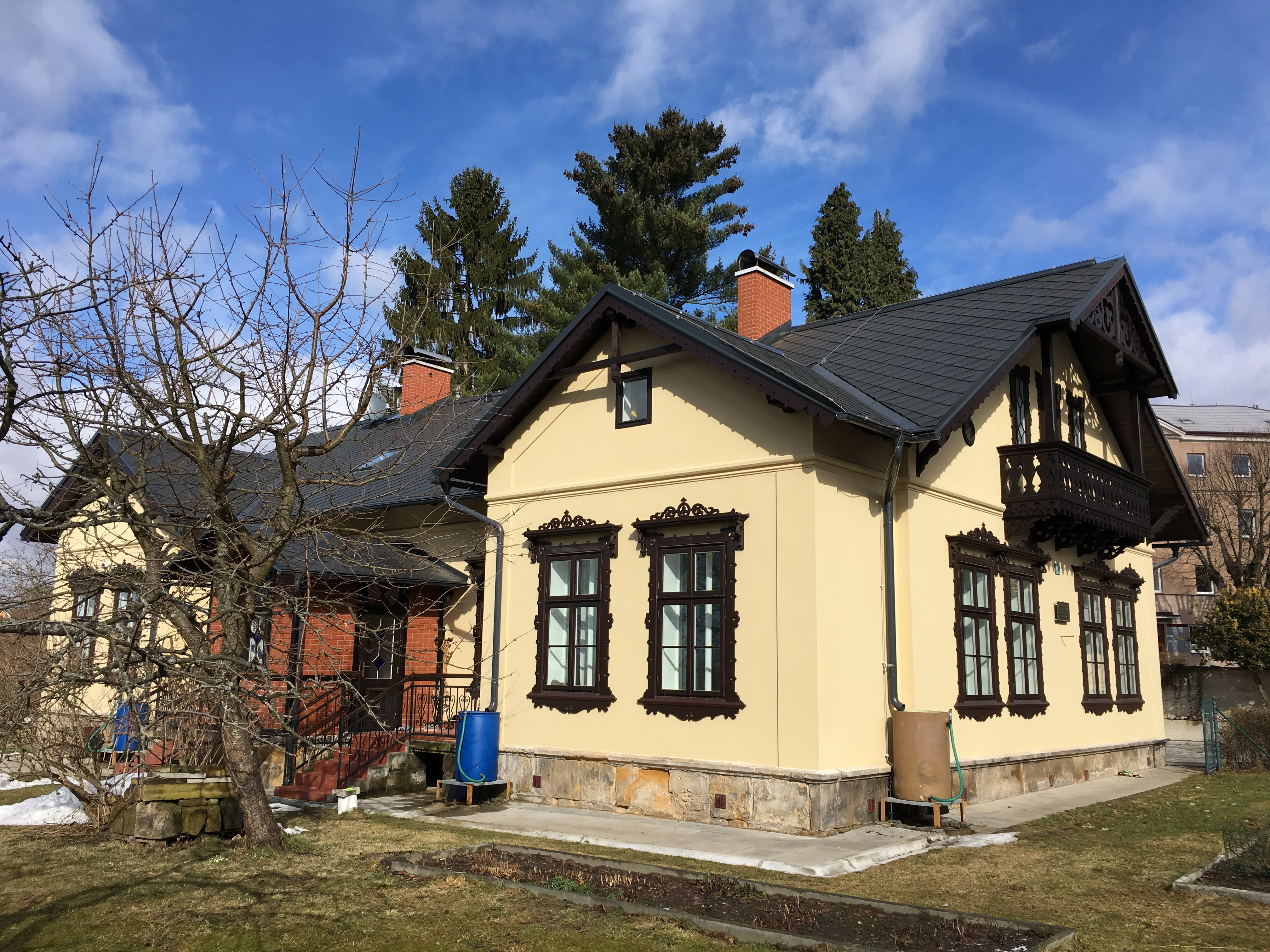
Pohled z jihovýchodní strany. Stav po kompletní rekonstrukci z roku 2016
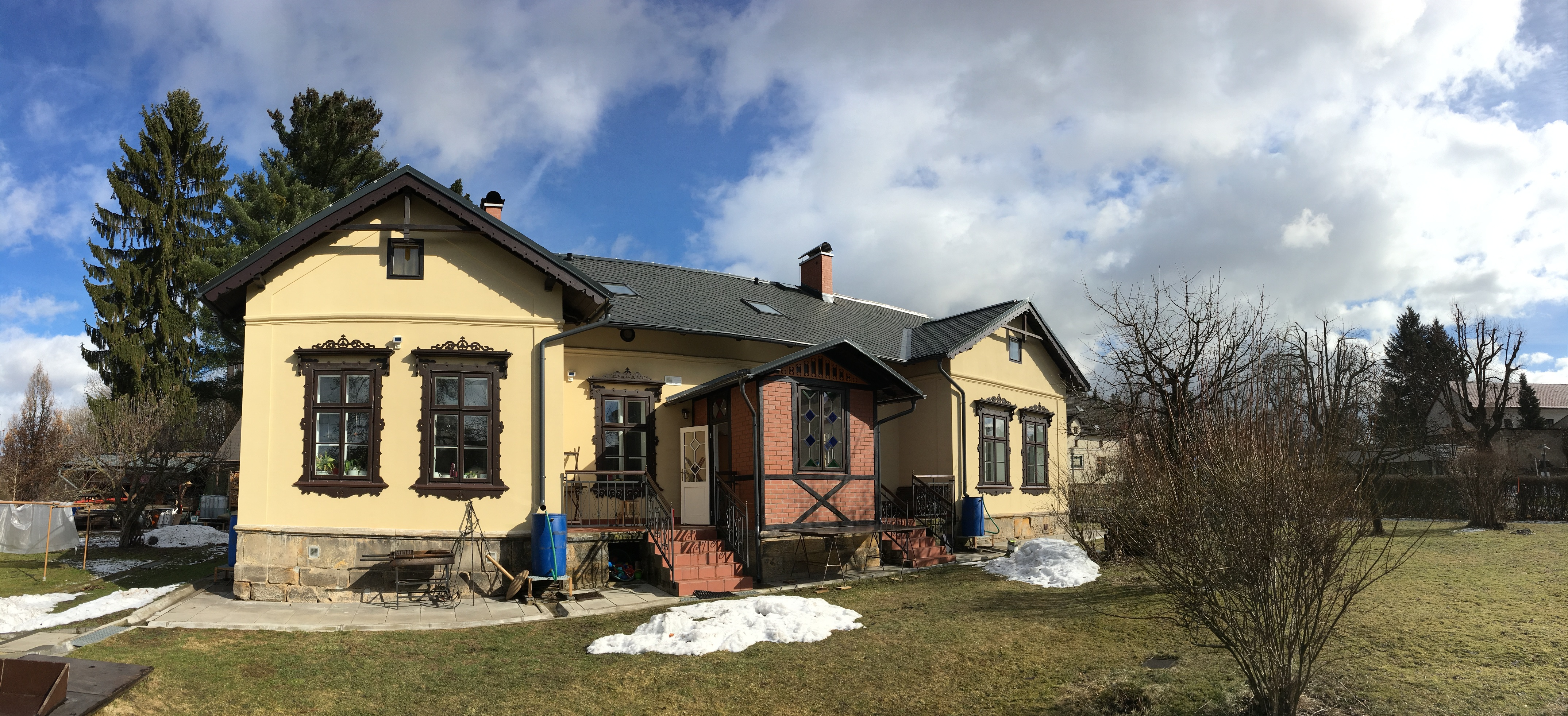
Pohled z jižní strany. Stav po kompletní rekonstrukci z roku 2016
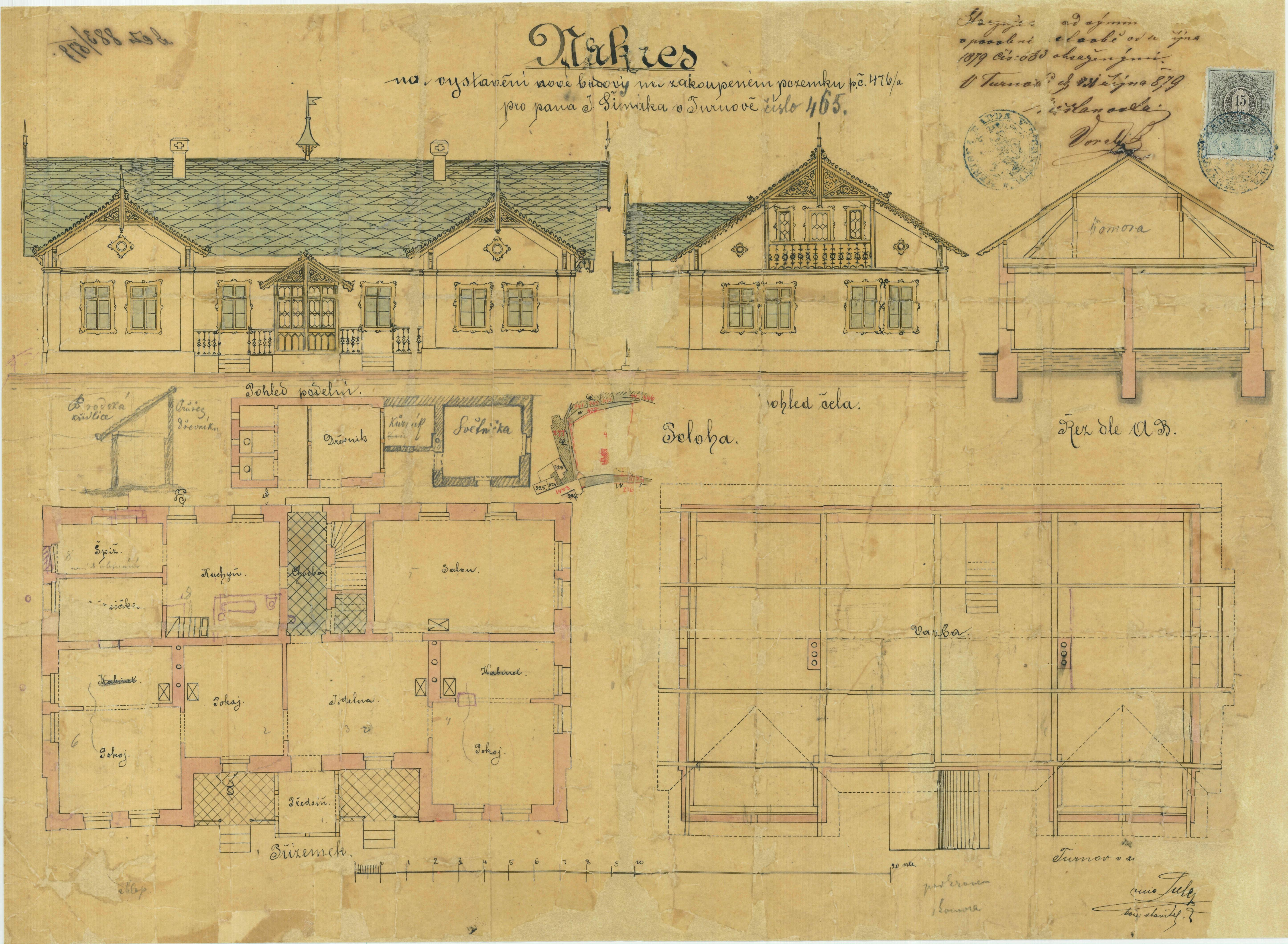
Původní výkres Šimákovy vily